# Gaston Lagaffe
Pour les articles homonymes, voir Gaston et Lagaffe.
Cet article concerne le personnage Gaston Lagaffe. Pour la bande dessinée, voir Gaston (bande dessinée).
Gaston Lagaffe est un personnage de bande dessinée créé en 1957 par le dessinateur belge André Franquin.
Il est le protagoniste de la série Gaston, apparue dans le magazine de bande dessinée Le Journal de Spirou la même année et publiée en albums à partir de 1960.
Gaston est l'anti-héros par excellence, et le roi incontesté de la gaffe.

## Création du personnage

### Inspiration
Le personnage de Gaston Lagaffe est dérivé du beatnik américain, médiatisé à partir de 1957, à la suite du succès du livre On the Road (1957) de Jack Kerouac qui fait connaître la Beat Generation — mouvement radical d'émancipation inspiré par le mode de vie libre et non-conformiste des musiciens de jazz, qui est à la fois vulgarisé et moqué par les médias de masse américains de l'époque. Les stéréotypes beatniks incluent le pacifisme, le refus de travailler, le non-conformisme voire l'excentricité, l'amour du jazz et de la vie de bohème ainsi que diverses caractéristiques vestimentaires comme l'abandon de la cravate, les cheveux non peignés ou longs, le béret, les sandales, le duffle-coat, les blue jeans et les cols roulés.
Avec leur attitude « cool » et leurs « goofs » (gaffes), les beatniks précèdent, annoncent et inspirent la vague des freaks et des hippies des années 1960. Plongés malgré eux dans le monde conformiste et ennuyeux de l'après-guerre, les beatniks cherchent à s'en libérer.[réf. souhaitée]
Par l'intermédiaire de son populaire personnage, le dessinateur André Franquin participe à ce mouvement en invitant ses jeunes lecteurs à une plaisante et humoristique remise en question, ainsi que le fera quelques années plus tard le Grand Duduche de Cabu, lui aussi proche de l'esprit beatnik.

## Historique

### Création du personnage et premières bandes dédiées

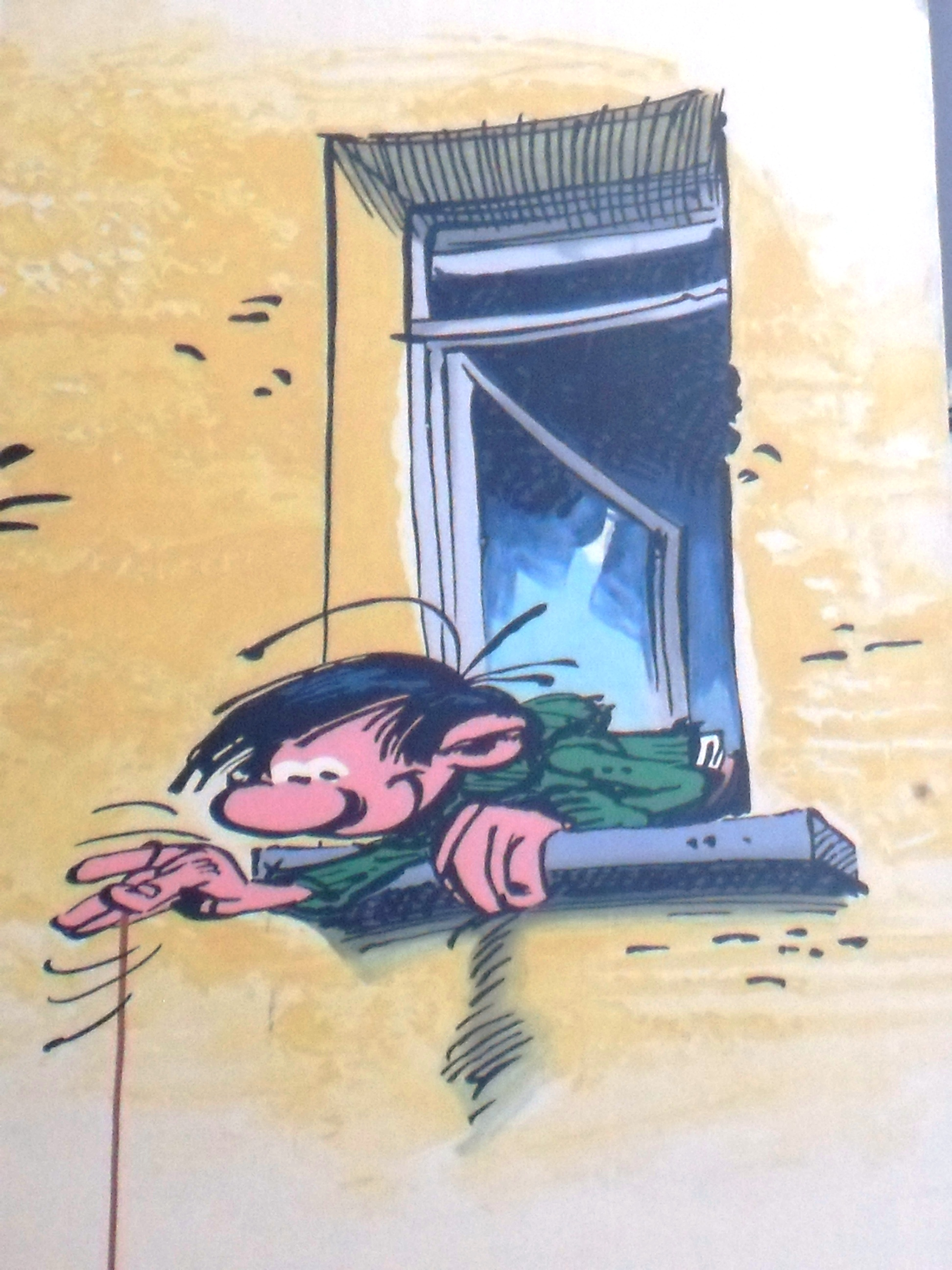
Fresque murale figurant Gaston Lagaffe, à Bruxelles, Belgique.

Dans les années 1950, André Franquin est une figure de l'hebdomadaire Spirou, pour lequel il réalise les aventures de Spirou et Fantasio et de nombreuses illustrations. Au début de l'année 1957, il a l'idée de créer un personnage de bande dessinée qui n'en serait pas un, un personnage sans qualité, sorte de « héros sans emploi »,. Il soumet l'idée à son rédacteur en chef Yvan Delporte qui se montre aussitôt enthousiaste,. Les deux hommes travaillent ensemble à la naissance de ce nouveau personnage : tandis que Franquin imagine son apparence graphique, Delporte imagine les premiers gags. Le personnage est d'ailleurs baptisé « Gaston » en l'honneur d'un ami de ce dernier, Gaston Mostraet, considéré comme un véritable gaffeur.
L'arrivée de Gaston est annoncée mystérieusement par des traces de pas dans les marges des pages du journal, sans explications pour le lecteur dans un premier temps : il apparaît pour la première fois dans le no 985 de Spirou, le 28 février 1957, dans un petit dessin inséré au bas d'une colonne d'une page rédactionnelle du magazine. L'air emprunté, en costume et nœud papillon, il se tient à la porte d'entrée de la rédaction. La semaine suivante, il occupe un bout de la page 6 : introduit dans la rédaction, il ne porte déjà plus de nœud papillon et adopte une posture plus désinvolte. Dès lors, « chaque numéro est l'occasion d'un nouveau focus » qui permet de révéler « couche après couche de nouveaux aspects du caractère de l'individu ». Pour sa troisième apparition dans le no 987 du 14 mars 1957, vêtu d'un pull vert à col roulé, d'un jean noir à revers et d'espadrilles, Gaston adopte le look décontracté qui sera désormais le sien. Il se tient assis sur une chaise, cigarette aux lèvres. Dans un premier temps, chaque intervention de Gaston dans le périodique est entourée de petites traces de pas bleues, une autre idée du rédacteur en chef Yvan Delporte.

Le 21 mars, dans un texte d'avertissement, Fantasio invite le lecteur à surveiller ce personnage dont la présence au sein de la rédaction étonne tout le monde. Le personnage est définitivement introduit par sa rencontre avec Spirou, le 4 avril suivant, dans le no 990 du magazine : 

« Qui êtes-vous ?

- Gaston.

- Qu'est-ce que vous faites ici ?

- J'attends.

- Vous attendez quoi ?

- J'sais pas… J'attends…

- Qui vous a envoyé ?

- On m'a dit de venir…

- Qui ?

- 'Sais plus…

- De venir pour faire quoi ?

- Pour travailler…

- Travailler comment ?

- 'Sais pas… On m'a engagé…

- Mais vous êtes bien sûr que c'est ici que vous devez venir ?

- Beuh… »

La première gaffe intervient dans le no 991 du 11 avril : à la 27e page, Fantasio, furieux, se demande qui a renversé de l'encre sur ses articles. Le lecteur découvre à la page suivante Gaston, occupé à lire Spirou et tenant une boîte remplie de documents et d'un flacon d'encre qu'il renverse négligemment. Dans le no 993 du 25 avril, un communiqué signé Fantasio — en réalité le rédacteur en chef Yvan Delporte — tente d'éclaircir la situation : le lecteur y apprend que Gaston a été recruté par une personne dont il ne se rappelle pas le nom mais qu'il est convaincu d'avoir été embauché comme héros du journal. Dans une conclusion acerbe, le reporter s'indigne du fait que Spirou est désormais « le seul journal au monde qui possède un héros en trop ».
Dans un premier temps, Gaston, le « héros sans emploi », n'a d'autre fonction que d'animer les pages du magazine en donnant corps à une rédaction imaginaire. Sa présence est régulière même s'il n'apparaît pas systématiquement sous forme dessinée. C'est en décembre 1957, après plusieurs mois de « désordres divers dans les marges du journal », que Gaston intègre définitivement une bande dessinée à son nom. Le no 1025 du 5 décembre propose un gag d'une demi-planche qui montre Fantasio excédé d'annoncer aux lecteurs la naissance de la série Gaston, avant que ce dernier ne le blesse au pied en confondant la chaussure du reporter avec un papier qu'il devait ramasser. Auparavant, à l'occasion du millième numéro de Spirou, le 13 juin 1957, Gaston effectue sa première véritable incursion dans une bande dessinée. Ce premier gag marque également le début de la collaboration entre Franquin et Jidéhem qui cosigne la série avec son créateur.
Gaston est au début simplement indolent, paresseux et à l'occasion gaffeur (trouvant le moyen de « mettre le feu aux extincteurs », par exemple). Ses gaffes lui donneront, bien après son apparition, un nom de famille et une fonction récurrente dans le journal : empêcher, bien malgré lui, de signer des contrats importants avec monsieur De Mesmaeker, inonder les locaux, etc.

### Gaston dansSpirou et Fantasio
Dès le mois de septembre 1957, Gaston intervient dans une aventure de Spirou et Fantasio, la série phare du magazine. Il apparaît brièvement dans la 23e planche du Voyageur du Mésozoïque dans une saynète humoristique qui se déroule parallèlement à l'intrigue principale de cet épisode. Ce gag est pourtant caractéristique de son personnage. Gaston circule à bicyclette et grille distraitement un feu rouge car il est absorbé dans la lecture de son journal : il percute alors la voiture des héros.
Les apparitions de Gaston se multiplient dans Vacances sans histoires, l'histoire publiée dans Spirou entre novembre 1957 et janvier 1958. Dès la deuxième planche, il manque de provoquer un accident de la circulation en allumant sa cigarette sans regarder la route. Il grille de nouveau un feu rouge à vélo, ce qui oblige Spirou à freiner en urgence pour l'éviter. La collision ne peut cependant être évitée à la fin de l'épisode : Gaston finit sur le capot de la voiture des héros, un accident « heureux » dans la mesure où il leur annonce qu'il était justement à leur recherche. Dans La Foire aux gangsters, qui paraît de février à avril 1958; Gaston dépasse son rôle de figurant en étant pour la première fois intégré directement à l'intrigue : il s'y distingue par sa bêtise en nommant Spirou alors que ce dernier tente de se cacher des gangsters qui le poursuivent.
Gaston intervient de nouveau dans Les Robinsons du rail, un roman illustré adapté d'un feuilleton radiophonique paru en 1964. Il en est un des personnages principaux et les catastrophes qu'il provoque en série servent de véritables moteurs à l'intrigue. Dans Bravo les Brothers, une aventure diffusée entre octobre 1965 et mars 1966, Gaston offre à Fantasio trois chimpanzés qu'il a achetés après la faillite d'un cirque. L'aventure est finalement plus proche de son propre univers que de celui de Spirou et Fantasio, au point que Gaston semble y avoir supplanté les héros habituels : très rapidement, les trois singes font sombrer la rédaction du journal Spirou dans le désordre le plus total. Panade à Champignac est la dernier épisode exécuté par Franquin, mais aussi la dernière apparition de Gaston dans la série. Il s'y distingue une nouvelle fois par sa capacité à provoquer des catastrophes aux dépens de Fantasio.

### Développement de la sérieGaston
En 1969, Franquin décide d'abandonner la série Spirou et Fantasio pour développer l'univers clos de Gaston, un personnage pour lequel il ressent plus d'affinité. Si, dans les premières années, les aventures de Gaston s'articulaient autour des locaux du Journal de Spirou et de son « affrontement » avec Fantasio, de nombreux personnages font leur apparition dès 1962 : Prunelle et Lebrac, Mademoiselle Jeanne, Jules-de-chez-Smith-en-face ou encore l'homme d'affaires Aimé de Mesmaeker. Les années 1970 constituent l'âge d'or de la série dont le cadre « s'autonomise et trouve un équilibre humoristique parfait entre l'intérieur (la rédaction de Spirou) et l'extérieur (essentiellement la campagne) ».
Bien que Franquin s'occupe à lui seul du scénario, de la narration et du dessin, il reste à l'écoute de ses collègues et n'hésite pas à exploiter certaines de leurs idées : à titre d'exemple, le running gag des contrats non signés avec M. de Mesmaeker est une proposition de Greg. Plus largement, le comique de répétition est une des principales recettes narratives de la série, des tenues de bal au gaffophone en passant par les contraventions de l'agent Longtarin.

## Description

### Apparence physique et tenue vestimentaire

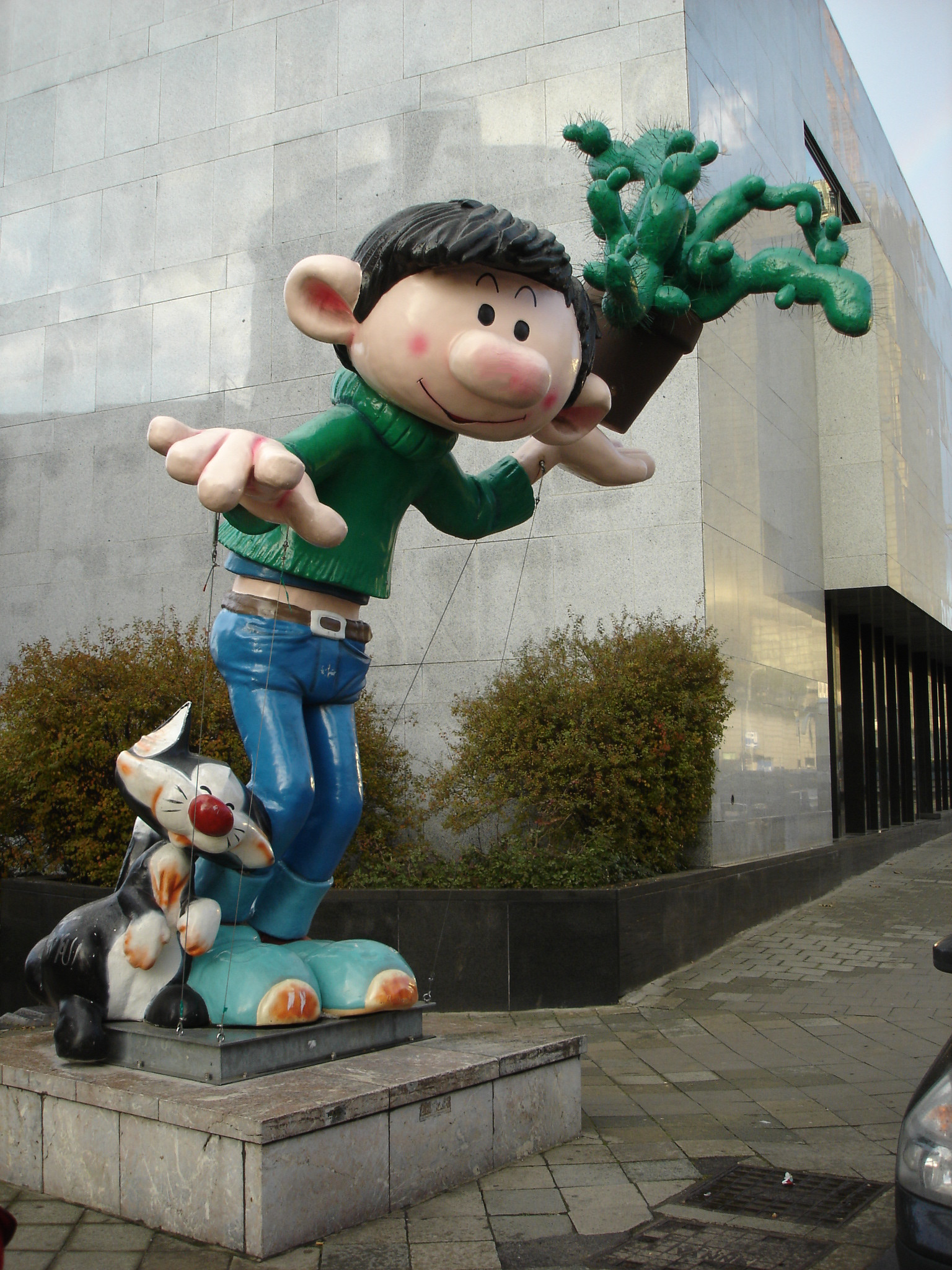
Statue de Gaston Lagaffe et de son chat à Bruxelles.

Quand Gaston apparaît pour la première fois dans les locaux du journal Spirou, il est vêtu de manière très sérieuse avec un costume, un nœud papillon et des chaussures de ville. Mais dès les illustrations suivantes, il adopte son style vestimentaire caractéristique, plus décontracté voire négligé. Il porte ainsi un pull à col roulé vert trop court, laissant apparaître son nombril, un jeans élimé et des espadrilles très usées. Loin des standards d'une tenue adaptée au travail de bureau, celle de Gaston est plutôt la tenue d'un « touriste dans les couloirs de la rédaction ». À l'origine, ses espadrilles sont orange mais André Franquin reçoit un jour une lettre d'un artisan de Mauléon-Licharre, petite ville des Pyrénées réputée « capitale de l'espadrille », qui estime que l'état des chaussures de Gaston leur fait une mauvaise publicité. Il joint deux paires à son message, l'une noire et l'autre bleue. C'est cette dernière que choisit Franquin pour remplacer celles de Lagaffe. Dans un gag, l'auteur fait référence à cette lettre : au nom de la rédaction, Fantasio remercie « Bruno et Anne-Marie de Saint Laurent de Cerdans [sic], Pyrénées-Orientales, un pays spécialisé dans la fabrication des espadrilles », qui « trouvé que celles de Gaston devenaient minables et lui ont envoyé deux paires ».
Le héros présente la silhouette d'un pantin désarticulé, doté d'un corps très mince surmonté d'une tête ronde. Son nez est imposant, à l'instar de nombreux personnages emblématiques de l'école belge enfantine tels qu'Astérix, Achille Talon ou le capitaine Haddock, ce qui leur donne « un effet comique et un capital de sympathie immédiat ». Le reste de son apparence évolue au fil du temps : ses cheveux noirs, coupés très ras à ses débuts, laissent place à une tignasse ébouriffée, et son visage devient plus expressif. Ses yeux (de simples points noirs façon Tintin, dans les premiers gags) s'agrandissent et deviennent blancs et noirs. Sa bouche minuscule devient beaucoup plus démonstrative et un large sourire jusqu'aux oreilles y remplace le sourire crispé des débuts.
À ses débuts, Gaston a environ dix-huit ans. Par la suite, il est sans doute un peu plus âgé, même si son apparence physique reste assez juvénile. Il a le permis de conduire et un travail de bureau, mais garde certains traits de caractère de l'adolescence : sa timidité dans ses amours avec mademoiselle Jeanne, sa vision idéaliste du monde, son côté rêveur, son immaturité.
D'après Mickaël Dinomais, professeur de médecine en médecine physique et réadaptation à l'université d'Angers, Gaston présente des indices du syndrome d’Ehlers-Danlos ainsi qu'une narcolepsie.

### Personnalité

#### Gaston, un héros hyper-créatif à contre-emploi
« Héros de l'anti-travail, Gaston correspond en tout point au prototype de l'anti-héros. Profondément inadapté à son environnement professionnel et même plus largement social, il ne se conforme jamais aux règles. »

— Nicolas Tellop, « Héros sans emploi », dans Gaston Lagaffe, la véritable histoire d'un anti-héros, 2023, p. 74
Gaston Lagaffe est un être transgressif capable de « dévoyer les tâches qui lui sont confiées pour mieux les faire tourner à la catastrophe ». Personnage rêveur, il semble parfaitement inadapté au monde du travail qui repose sur la productivité et le rendement. Capable de s'endormir au bureau, dans des circonstances et des positions parfois incongrues, Gaston incarne la démotivation et la paresse.
Au Journal de Spirou, il est chargé de trier le courrier des lecteurs et, plus tard, de classer les archives de la rédaction. Mais pour Gaston, qui va jusqu'à se cacher dans une armoire pour ne pas effectuer la tâche qui lui est assignée, tous les prétextes sont bons pour ne pas travailler. Le courrier en retard symbolise l'incapacité de Gaston à remplir sa fonction, cependant qu'il parvient à élaborer d'invraisemblables constructions au service de la documentation, qu'il transforme en labyrinthe, en attraction, en caverne chaleureuse ou encore en une voûte romane en plein cintre.
Son aversion pour le travail de bureau n'a d'égal que sa grande créativité : Gaston multiplie les inventions, s'adonne au bricolage, à la musique ou à la cuisine, le plus souvent avec un effet dévastateur. Ses différentes créations tout comme son manque d'entrain irrite au plus haut point la plupart de ses collègues, en premier lieu Fantasio et Prunelle, d'autant plus que les catastrophes qu'il provoque paralysent fréquemment l'ensemble de la rédaction, jusqu'à la détruire. De la même manière, c'est à cause de lui de ses inventions voire de sa seule présence que les contrats entre les éditions Dupuis et l'homme d'affaires Aimé De Mesmaeker ne sont jamais signés. Malgré tous les problèmes qu'il occasionne, il n'est renvoyé qu'une fois, lorsque son patron tombe nez à nez avec sa vache dans les locaux du journal : il est néanmoins réembauché très rapidement grâce au soutien des lecteurs.
Paradoxalement, tout en incarnant la paresse, Gaston se présente tous les jours au bureau, quels que soient le temps ou son état de santé. Dans les premières années, c'est à la rédaction qu'il vient passer ses congés ; il y reste parfois la nuit ou le week-end dans ses différentes aventures. De fait, son domicile n'est jamais montré.
Gaston ne fait pas beaucoup de sport. Il est une fois gardien de but de football pour l'équipe du journal de Spirou, afin de remplacer un autre joueur blessé. Sa responsabilité est ainsi clairement engagée sur plusieurs buts durant un match contre le Sporting Olympic Racing Club, qui inflige à son équipe une sévère défaite 15 à 1. Le seul but de l'équipe du journal est marqué par Lebrac, à la suite d'une crise de fou rire de l'équipe adverse — ce jour-là, l'équipe du journal termine le match à dix joueurs, Prunelle étant expulsé, car, excédé, il a boxé son propre gardien ! Gaston est en revanche beaucoup plus efficace lors d'un autre match, au cours duquel il profite d'une attaque de son équipe pour se cuisiner un plat sur son réchaud, ce qui cause un écran de fumée dissimulant son but à l'équipe adverse. Hélas, l'arbitre considère cela comme une tricherie et l'expulse. Parfois, Gaston joue aussi au rugby et au basket-ball, mais il n'y est pas plus brillant qu'au foot.

#### Caractéristiques générales
Gaston fume du début de la série jusqu'à la planche 363.
Son expression favorite est « M'enfin » (abréviation de « Mais enfin… »), inspirée d'un réel tic de langage de Jidéhem, alors collaborateur de Franquin, souvent associée plus tard au « Rogntudjuuuu » de Prunelle (déformation de l'expression « Nondidju », signifiant « Nom de Dieu » en wallon, dont la quantité de u est en adéquation avec l'incongruité de la scène et le niveau d'énervement de l'intéressé).
Malgré la gravité des gaffes qu’il commet dans les locaux du journal de Spirou, Gaston n’a aucune conscience des risques et des conséquences de ses actes ; il a la mauvaise habitude de ne pas admettre ses fautes, ce qui déclenche les colères de Fantasio et Prunelle à son égard.

#### Gaston et l'alimentation
Dans le domaine alimentaire, Gaston affiche d'une part une attirance pour une série de produits populaires et peu élaborés (sardines à l'huile, pilchards, saucisses en boîte, crêpes…) dont la consommation ou la préparation s'effectue bien sûr au détriment de son travail de bureau, et parfois même au péril de son entourage (explosions et incendies divers). Là aussi, les tentatives réciproques de Gaston pour parvenir à ses fins, de Fantasio et plus tard Prunelle pour l'en empêcher, donneront lieu à de multiples variations.
D'autre part, il pratique en toute bonne foi une cuisine expérimentale se voulant gastronomique (morue aux fraises, cabillaud à l'ananas, etc.), mais qui ne parvient qu'à susciter le dégoût et entraîne divers états pathologiques dans son entourage — à l'exception de lui-même, de quelques amis et ouvriers de passage.

#### Gaston et la musique
Passionné de musique, il pratique plusieurs instruments au cœur même du bureau, avec un succès variable, son instrument de prédilection étant le trombone à coulisse. Il invente également un redoutable instrument à cordes dont l'utilisation provoque instantanément l'écroulement des murs et l'effondrement de la façade de l'immeuble du journal : le gaffophone, qui deviendra ultérieurement le gaffophone électrique.

#### Gaston et ses relations
Il a quelques amis, tels que Bertrand Labévue, Jules-de-chez-Smith-en-face, Gustave, Manu, et son ami dessinateur. Certains personnages ne l'aiment pas vraiment, comme Mélanie Molaire, la dame de ménage, M. Boulier, Ducran et Lapoigne ainsi que M. De Mesmaeker, avec lequel il signera malgré tout quelques contrats (le Cosmo coucou et la soupe de poisson). Mais son plus grand ennemi, que l'on retrouve assez souvent, est le policier Longtarin.
Gaston ne cache pas les sentiments qu'il éprouve pour sa collègue Mademoiselle Jeanne, mais cet amour est totalement platonique... Du moins, dans les pages publiées du journal et dans les premiers albums. Laide et passablement cruche au départ, « M'oiselle Jeanne » (comme l’appelle Gaston) se transforme peu à peu en pin-up dégourdie et sûre d'elle, à partir de l'album no 10 et ne cache plus son attirance pour le héros. Dans les albums no 12 et 13, des scènes — certes, rêvées par Gaston — deviennent carrément suggestives. En outre, Franquin s'est amusé à faire des croquis bien plus coquins de ses personnages sur des supports non officiels.

#### Gaston et la nature
Comme Franquin, Gaston est un fervent défenseur de la cause animale. Il est d'ailleurs entouré d'animaux : ses principaux compagnons sont un chat turbulent (le « chat dingue », inspiré du propre chat de Franquin) et une mouette rieuse (en fait, un oiseau plutôt sinistre et agressif, qui fait mentir le nom de son espèce). Personnages principaux de plusieurs gags, son chat et sa mouette redoublent d'ingéniosité dès qu'il s'agit de chaparder de la nourriture, et de façon inattendue, sont assez complices pour cela. À l'image de leur maître, ils font également preuve d'imagination quand il s'agit de trouver un endroit confortable pour dormir. Lagaffe possède également d'autres animaux, plus discrets et épisodiques : ses souris blanches, son poisson rouge Bubulle, sa souris Cheese, son hérisson Kissifrott, et sa tortue Achille.
Au-delà de ces personnages récurrents, les animaux sont très présents dans les planches de Franquin, y compris les plus exotiques : éléphant, lion, tortue, perroquet... Gaston est un garçon sensible, adorant les animaux et se portant régulièrement à leur secours. Il lui arrive ainsi de recueillir des chatons abandonnés, de sauver une dinde de Noël ou même de récupérer un homard dans un restaurant pour lui éviter de finir ébouillanté. Fort logiquement, il a une profonde aversion pour les chasseurs.
Globalement amoureux de la nature, Gaston est clairement partisan de l'écologie. On le voit par exemple manifester avec ses amis pour empêcher l'agent Longtarin d'arracher le lierre qu'il a fait pousser sur un parcmètre (« Le lierre c'est comme l'amour : je meurs où je m'attache »). Il milite aussi régulièrement pour la protection des baleines, et l'organisation Greenpeace apparaît nommément dans certains gags, là où d'autres auteurs auraient choisi un nom d'association fictif.

#### Gaston, sa voiture et l'agent Longtarin

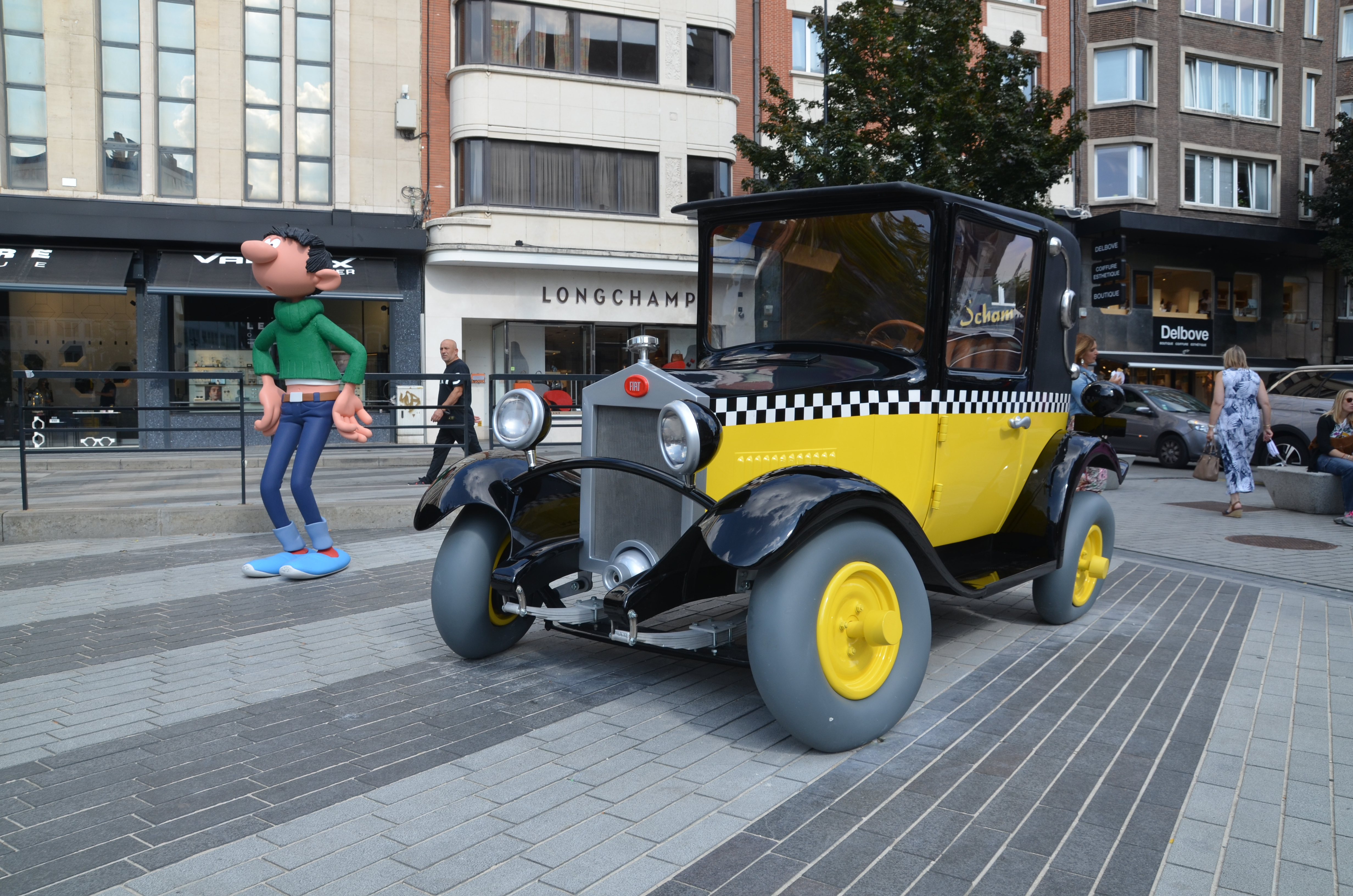
Statue de Gaston et sa voiture sur la place Verte à Charleroi.

Gaston se déplace dans un vieux tacot jaune et noir délabré. Franquin s'est inspiré de la Fiat 509, une voiture de 1925, donc déjà antédiluvienne dans les années 1960. Elle donne lieu à de nombreux gags, soit par son délabrement (pannes à répétition, lenteur, pollution…), soit par les améliorations que Gaston tente de lui apporter : un tuyau de poêle pour évacuer la fumée, un aspirateur à neige, un ballon pour récupérer les gaz d'échappement… Ces inventions mécaniques — comme tant d'autres créations de Lagaffe — finissent souvent en catastrophe, et Prunelle comme Fantasio jurent à chaque fois qu'ils ne mettront plus jamais les pieds dans ce « tas de ferraille ».
La voiture intervient également dans les gags avec l'agent Longtarin. Longtarin signifie en argot « long nez » (tarin), ce qui correspond au physique de l'agent. Ce personnage récurrent est obsédé par sa volonté de verbaliser Gaston, souvent pour stationnement interdit, mais parfois pour non-conformité de son véhicule à la règlementation en vigueur. De son côté, Gaston déploie une grande énergie pour stationner sans payer. La « guerre des parcmètres » donne lieu à de nombreux gags, où Gaston sabote ce qu'il appelle « les affreux mange-fric », souvent de façon loufoque (les transformer en machines à sous, les scier avec un robot téléguidé…).
Gaston apparaît comme un anarchiste rêveur, pacifique et non-violent.

## Entourage

### Collègues et connaissances
En tant qu'employé du Journal de Spirou, Gaston travaille au départ avec Fantasio. Le personnage de Spirou fait également quelques apparitions épisodiques. Mais en 1968, Franquin, qui a confié la série Spirou et Fantasio à son successeur, remplace les deux héros par des personnages propres à l'univers de Lagaffe.
À partir de cette période, c'est désormais Léon Prunelle qui subit les gaffes de Gaston. Barbu, portant de grosses lunettes et fumant la pipe, il devient célèbre grâce à son juron « rogntudjuuuuu ! ». Franquin invente cette exclamation en raison de l'impossibilité à l'époque d'utiliser un vrai juron dans une bande dessinée destinée à la jeunesse.
Progressivement, le bureau s'enrichit d'autres personnages : Lebrac, le dessinateur, Monsieur Boulier, le comptable, Mademoiselle Jeanne et Monsieur De Mesmaeker, l'homme d'affaires aux mystérieux contrats…

### Famille
Gaston a une famille, notamment sa tante Hortense que l'on ne voit jamais mais à qui il rend parfois service. Elle lui tricote des habits, est propriétaire d'un jardin (c'est notamment de chez elle que Gaston rapporte son cactus ainsi qu'une dinde) et a des goûts musicaux aux antipodes de ceux de Prunelle… Gaston a également un grand-oncle, Odilon Lagaffe, ancien conducteur de bus dont il hérite d'une propriété en banlieue (en fait un autobus) ; un neveu qui partage ses traits et qui donnera la série Gastoon (ce qui laisse supposer qu'il a un frère ou une sœur) ; un petit cousin se nommant Jules qui aime tirer sur les canards en plastique.

## Inventions
Doté d'un esprit « presque » scientifique, Gaston s'adonne à la « chimie amusante », à l'aide de kits destinés aux enfants et de divers produits trouvés ici ou là. Évidemment, il pratique cette activité dans le bâtiment de la rédaction de Spirou, au plus grand désespoir de Fantasio, puis de Prunelle. Gaffeur de nature, et se dispensant bien sûr de lire le mode d'emploi, Gaston, avec ses nombreuses expériences, réussit plusieurs fois à faire exploser une partie de l'immeuble et à provoquer la diffusion de gaz à effets divers (état d'euphorie, de somnolence).
Gaston s'est régulièrement essayé à la pratique de la musique, chantant parfois, utilisant des instruments conventionnels (guitare, trombone, tuba, batterie) mais surtout des instruments dont il est le créateur, le plus emblématique étant le gaffophone. Ce dernier — apparenté à la harpe africaine, mais de plus grande taille et muni d'un pavillon — est doté d'une sonorité aux effets dévastateurs et inattendus. Dans une série de gags récurrents, on voit ainsi le gaffophone causer la destruction de divers immeubles (dont le sixième étage de la rédaction), équipements et véhicules (camion de déménagement, avion de chasse…), mais également déclencher la panique ou l'exode massif de divers animaux.

## Publications du personnage

### Bande dessinée

#### Série principale

Logo de la série Gaston dans Le journal de Spirou.

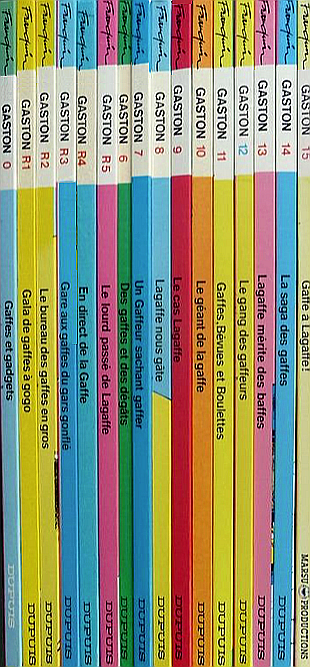
Dos des bandes dessinées de la collection Gaston (dos carrés).

Gaston est le héros de la série de bande dessinée Gaston créée par Franquin et publiée de 1957 à 1991.

#### Apparitions
Gaston fait également des apparitions, plus ou moins longues, dans des épisodes de la bande dessinée Spirou et Fantasio réalisés par Franquin entre 1959 et 1967, ou par ses successeurs :
- Le Voyageur du Mésozoïque :

Gaston fait une courte apparition. À la dernière case de la page 41 de l'album, on le voit brûler un feu rouge, se faisant alors siffler par un agent de police. À la deuxième case de la page suivante, il est couvert de pansements et son vélo est démoli.
- Vacances sans histoires (album Le Gorille a bonne mine) :

Gaston apparaît trois fois sur un vélo aux planches 2, 18 et 19.
- La Foire aux gangsters (album Le Nid des marsupilamis) :

Gaston apparaît à la fête foraine dans les planches 11 et 12, puis plus tard dans les planches 19 et 21.
- Les Robinsons du rail (album roman de l'Intégrale 8)
- En direct de la Rédaction, reprenant l'intégralité des chroniques d'Yvan Delporte, illustrées par André Franquin. Ces chroniques ont pour personnage principal Gaston Lagaffe et ont été publiées partiellement dans le recueil R4, En direct de la gaffe.
- Bravo les Brothers (album Panade à Champignac) :

Cette histoire se déroule dans l'univers de la série Gaston Lagaffe. On y voit quasiment tous les principaux personnages de la rédaction ; Gaston apparaît au début de l'histoire. Il est la cause du surmenage de Fantasio et de son départ pour Champignac-en-Cambrousse.
- Le Faiseur d'or :

Le comte de Champignac se remémore une des recettes de cuisine de Gaston.
- Tembo Tabou
- La Jeunesse de Spirou
- Aux sources du Z
- Le Groom de Sniper Alley :

Fantasio parle d’une anecdote concernant Gaston.
- La Colère du Marsupilami :

Gaston apparaît derrière Prunelle lors d’une visioconférence entre Fantasio et ce dernier.

## Autres apparitions

### Cinéma
- 1981 : Fais gaffe à la gaffe !, libre adaptation de la BD, à la suite du refus de Franquin[31].
- 2018 : Gaston Lagaffe, film réalisé par Pierre-François Martin-Laval avec l'accord des ayants droit (mais qui débouchera sur une polémique avec eux, notamment Isabelle Franquin ; voir la section Accueil critique du film)

### Jeux vidéo
- 1987 : M'enfin, jeu édité par Ubisoft et sorti sur Amstrad CPC. Il s'agit d'un jeu proche du Cluedo, basé sur l'univers de la bande dessinée Gaston.
- 2010 : Gaston no 1 - La Superballe, sorti sur iOS[32].
- 2011 : Gaston no 2 - Chamboule-tout, sorti sur iOS.

### Série télévisée d'animation
- 2009 : Gaston, une adaptation française de la bande-dessinée sous la forme d'une série d'animation en 78 épisodes de 7 minutes, produite par le studio Normaal et diffusée sur France 3 à compter du 19 décembre 2009.

## Postérité et hommages

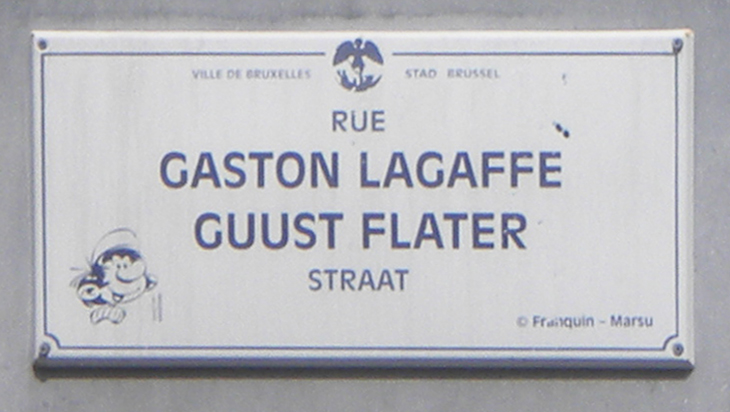
Plaque bilingue de la rue Gaston Lagaffe à Bruxelles.

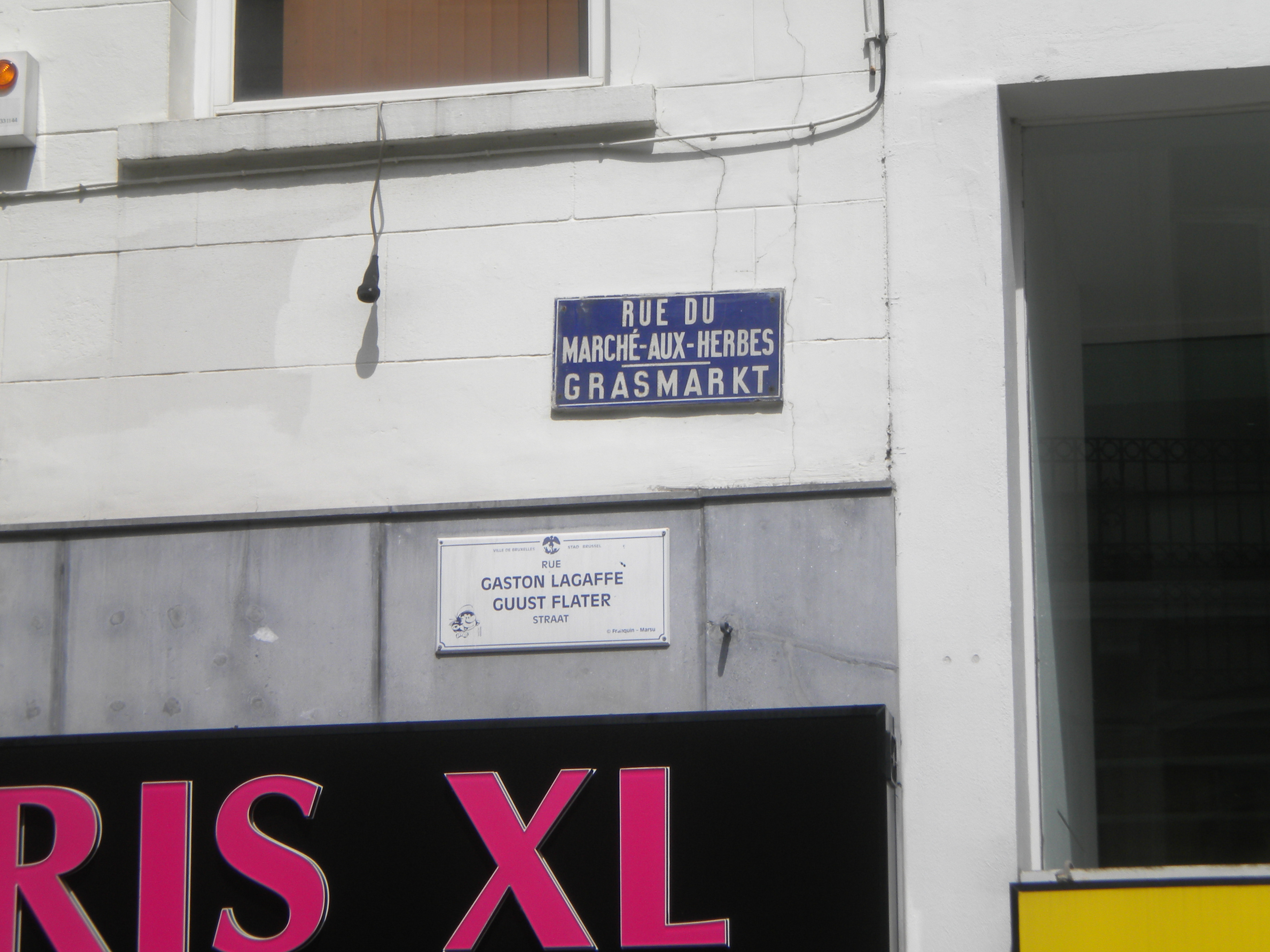
Rue Gaston Lagaffe à Bruxelles.

En 2001, La Poste française émet un timbre à l'effigie de Gaston Lagaffe à l'occasion de la Fête du timbre.
Le 28 février 2014, Gaston apparaît sur la page d'accueil du moteur de recherche Google en tant que « Doodle », au volant de l'une de ses inventions et accompagné de ses animaux, son chat et la mouette rieuse.
Du 7 décembre 2016 au 10 avril 2017, la bibliothèque publique d'information du centre Georges-Pompidou organise une exposition intitulée « Gaston, au-delà de Lagaffe »,.

## Autour du personnage
L'humoriste et animateur de télévision français Vincent Lagaf' s'est inspiré du nom de Gaston Lagaffe pour créer son pseudonyme.[réf. souhaitée]

## Reprise contestée des aventures de Gaston en 2022
En marge du Festival d'Angoulême 2022, les éditions Dupuis annoncent la reprise des aventures de Gaston après trente ans d’absence. Un nouvel album, tiré à 1,2 million d’exemplaires et dessiné par Delaf, est prévu pour octobre 2022.
Mais Isabelle Franquin, la fille et ayant droit d'Andrė Franquin, saisit immédiatement le juge des référés du tribunal de première instance de Bruxelles pour s'opposer à la diffusion, la prépublication et la promotion de cette reprise qui s'est effectuée sans son accord et qu'elle considère comme un plagiat, compte tenu des techniques numériques utilisées par Delaf,.
L'album est finalement publié le 22 novembre 2023 sous le titre Le Retour de Lagaffe . Un premier débat porte sur la volonté clairement exprimée de Franquin que le personnage ne lui survive pas, mais aussi sur le fait qu'il avait vendu ses droits de son vivant donc n'était plus maitre de l'avenir du personnage . Un second débat porte sur le côté créatif de ce nouvel opus puisque Delaf, par respect pour Franquin, dit qu'il s'est fondu dans son style, allant même jusqu'à recopier des cases . Cependant, au delà de toutes les polémiques et procédures judiciaires, la presse BD juge la publication honorable et distrayante, de bon niveau  ,.